# Laura Dern

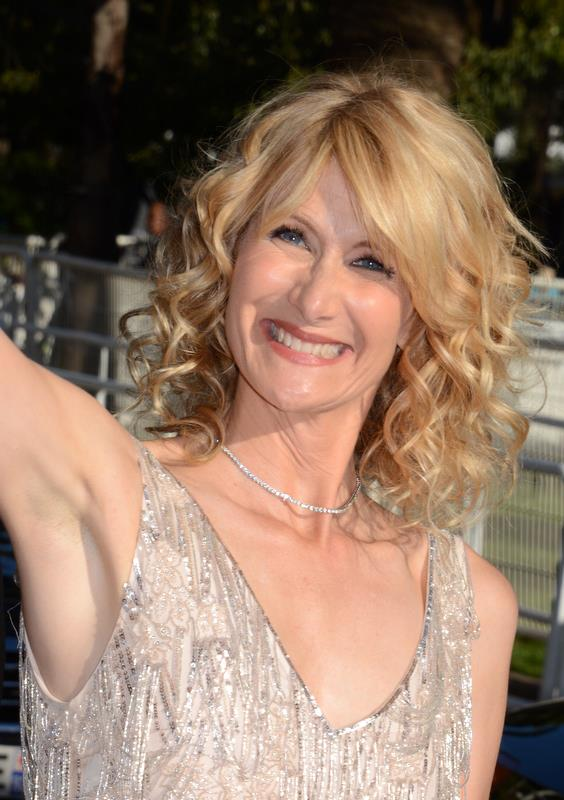
Laura Dern (Cannes 2013)

Laura Elizabeth Dern-Harper (ur. 10 lutego 1967 w Los Angeles) – amerykańska aktorka filmowa i telewizyjna. Zdobywczyni Oscara dla najlepszej aktorki drugoplanowej za rolę Nory Fanshaw w dramacie Noaha Baumbacha Historia małżeńska (Marriage Story, 2019).

## Wczesne lata
Urodziła się w Los Angeles w Kalifornii jako córka pary aktorskiej Diane Ladd i Bruce’a Derna. Jej pradziadek ze strony ojca, George H. Dern, był gubernatorem stanu Utah. Jej rodzina miała korzenie niemieckie, norweskie, angielskie, szkockie, irlandzkie, holenderskie, szwajcarskie, francuskie i walijskie. Jej pra-pra-wujkiem był Archibald MacLeish, poeta i dramaturg, trzykrotny laureat Nagrody Pulitzera, a pra-kuzynem – Tennessee Williams. Wychowywała się w wierze katolickiej. Po rozwodzie rodziców, gdy miała dwa lata, Dern była w dużej mierze wychowywana przez matkę i babcię. Uczęszczała do The Buckley School w Sherman Oaks. Ukończyła studia na Uniwersytecie Kalifornijskim.

## Kariera
Mając sześć lat była statystką jako Sharon Anne, córka Maggie (w tej roli jej matka Diane Ladd) w dramacie kryminalnym Josepha Sargenta Biała błyskawica (White Lightning, 1973) z Burtem Reynoldsem. W wieku siedmiu lat wystąpiła cameo w dramacie Martina Scorsese Alicja już tu nie mieszka (Alice Doesn't Live Here Anymore, 1974) z Ellen Burstyn jako dziewczynka jedząca lody ze stożka w jadalni (zjadła 26 stożków na 26 ujęć). Jako 13-latka została obsadzona w roli Debbie w dramacie młodzieżowym Adriana Lyne’a Lisice (Foxes, 1980) z Jodie Foster. W 1982 została najmłodszą zdobywczynią Miss Złotego Globu.
Studiowała aktorstwo w Lee Strasberg Theatre and Film Institute. W komedii muzycznej Lou Adlera Przed państwem: The Fabulous Stains (Ladies and Gentlemen, The Fabulous Stains, 1982) pojawiła się jako Jessica McNeil, kuzynka głównej bohaterki granej przez Diane Lane. Po udziale w dreszczowcu Grizzly 2: Revenge (1983) jako Tina z Johnem Rhysem-Daviesem i Charliem Sheenem oraz komediodramacie Arthura Hillera Nauczyciele (Teachers, 1984) w roli Diane Warren z Nickiem Nolte, Morganem Freemanem i JoBeth Williams, zyskała uznanie krytyków dzięki kreacji Diany Adams, niewidomej dziewczyny, która staje się zainteresowaniem „Rocky’ego” (Eric Stoltz) w dramacie biograficznym Petera Bogdanovicha Maska (Mask, 1985) z udziałem Cher. W ekranizacji powieści Joyce Carol Oates Gładkie słówka (Smooth Talk, 1985) zagrała 15-letnią Connie, którą wprowadza w dorosłe życie znacznie starszy od niej Arnold Friend (Treat Williams). Była nominowana do Independent Spirit Awards za rolę Sandy Williams w dreszczowcu Davida Lyncha Blue Velvet (1986) u boku Kyle’a MacLachlana, z którym w 1988 wystąpiła na scenie off-Broadwayu w sztuce Pałac Amatorów (The Palace of Amateurs) w nowojorskim Minetta Lane Theater. Laura i jej matka Diane Ladd zagrały razem w nagrodzonej Złotą Palmą w Cannes adaptacji powieści Barry’ego Gifforda Dzikość serca (Wild at Heart, 1990) w reżyserii Davida Lyncha u boku Nicolasa Cage’a. Dern była brana pod uwagę do roli Clarice Starling w filmie Milczenie owiec (1991).
W 1992 Dern i jej matka, Ladd, zostały pierwszą matką i córką w historii kina, które były nominowane do Oscara i Złotego Globu za rolę w tym samym filmie; za występ w dramacie Marthy Coolidge Historia Rose (Rambling Rose, 1991) – Ladd otrzymała nominację dla najlepszej aktorki drugoplanowej, a Dern – dla najlepszej aktorki pierwszoplanowej. Kreacja Janet Harduvel, zdruzgotanej wiadomością o śmierci jej męża (Vincent Spano), który latał jako pilot sił United States Air Force w jednym z najbardziej wyrafinowanych myśliwców na świecie General Dynamics F-16 Fighting Falcon, w dramacie telewizyjnym HBO Przerwany lot F-16 (Afterburn, 1992) z Robertem Loggią i Michaelem Rookerem przyniosła jej Złoty Glob i pierwszą nominację do Emmy. Steven Spielberg zaangażował ją do roli dr Ellie Sattler w produkcji Park Jurajski (Jurassic Park, 1993) i Park Jurajski III (Jurassic Park III, 2001).
Nominacje do Emmy zdobyła za gościnne występy: w jednym z odcinków serialu Showtime Upadłe anioły (Fallen Angels, 1993) oraz w sitcomie American Broadcasting Company Ellen (1997). Wystąpiła w teledysku Widespread Panic do piosenki „Aunt Avis” (1997) w reż. Billy’ego Boba Thorntona. Zdobyła nominację do Złotego Globu dla najlepszej aktorki w miniserialu lub filmie telewizyjnym za rolę Wandy LeFauve, biednej matki mieszkającej w przyczepie poza Shreveport w Luizjanie, w dramacie telewizyjnym Showtime Dwie matki (The Baby Dance, 1998), którego producentką była Jodie Foster, u boku Stockard Channing i Petera Riegerta. W 1999 otrzymała Nagrodę Specjalną na Sundance Film Festival za wkład w kino niezależne. Dołączyła do obsady jako Peggy w komedii romantycznej Roberta Altmana Dr T. i kobiety (Dr T and the Women, 2000) z Richardem Gere’em, Farrah Fawcett, Shelley Long, Helen Hunt i Liv Tyler, komedii sensacyjnej Davida Atkinsa Nowokaina (2001) u boku Heleny Bonham Carter, Kevina Bacona i Steve’a Martina oraz czarnej komedii Billy’ego Boba Thorntona Zdrowie taty (Daddy and Them, 2001) z udziałem Bena Afflecka i Jamie Lee Curtis.
W styczniu 2006 była gwiazdą gali Telekamery 2006. Otrzymała nagrodę specjalną, przyznawaną przez redakcję „Tele Tygodnia”. W 2007 wraz z Davidem Lynchem odebrała Honorową Independent Spirit Awards za wieloletnią współpracę. 1 listopada 2010 otrzymała gwiazdę na Alei Gwiazd w Los Angeles.
Była nominowana do Oscara dla najlepszej aktorki drugoplanowej za postać Bobbi Grey, matki Cheryl (Reese Witherspoon) w biograficznym dramacie przygodowym Jean-Marca Valléego Dzika droga (2014).
09.02.2020 otrzymała Oscara dla najlepszej aktorki drugoplanowej za rolę Nory Fanshaw w dramacie Noaha Baumbacha Historia małżeńska (Marriage Story, 2019), za którą została uhonorowana również Złotym Globem.

## Życie prywatne
W latach 1995–1997 była związana z Jeffem Goldblumem. W latach 1997−2000 jej partnerem życiowym był Billy Bob Thornton. 23 grudnia 2005 poślubiła piosenkarza Bena Harpera, z którym była zaręczona pięć lat. Mają dwoje dzieci: syna Ellery Walkera (ur. 21 sierpnia 2001) i córkę Jayę (ur. 28 listopada 2004). Rozwiodła się z nim w 2013.

## Filmografia
- 1973: Biała błyskawica (White Lightning) jako Sharon Anne, córka Maggie
- 1974: Alicja już tu nie mieszka (Alice Doesn't Live Here Anymore) jako dziewczynka jedząca lody
- 1980: Lisice (Foxes) jako Debbie
- 1981: Ladies and Gentlemen, the Fabulous Stains jako Jessica
- 1983: Happy Endings jako Audrey Constantine
- 1984: The Three Wishes of Billy Grier jako Crissy
- 1984: Nauczyciele (Teachers) jako Diane
- 1985: Maska (Mask) jako Diana
- 1985: Gładkie słówka (Smooth Talk) jako Connie
- 1986: Blue Velvet jako Sandy Williams
- 1987: Siostra, siostra (Sister, Sister)
- 1988: Nawiedzone lato (Haunted Summer) jako Claire Clairmont
- 1989: Nightmare Classics jako Rebecca
- 1989: Projekt Manhattan (Fat Man and Little Boy) jako Kathleen Robinson
- 1990: Dzikość serca (Wild at Heart) jako Lula
- 1990: Symfonia przemysłowa nr 1 (Industrial Symphony No. 1: The Dream of the Broken Hearted) jako kobieta ze złamanym sercem
- 1991: Historia Rose (Rambling Rose) jako Rose
- 1992: Przerwany lot F-16 (Afterburn) jako Janet Harduvel
- 1993: Park Jurajski (Jurassic Park) jako dr Ellie Sattler
- 1993: Doskonały świat (A Perfect World) jako Sally Gerber
- 1993–1995: Upadłe anioły (Fallen Angels) jako Annie Ainsley
- 1993−2004: Frasier jako June (głos)
- 1994: A Century of Women jako członek rodziny (głos)
- 1994–1998: Ellen jako Susan
- 1995: Down Came a Blackbird jako Helen McNulty
- 1996: Bękart z Karoliny (Bastard Out of Carolina) jako narrator
- 1996: Złe i gorsze (Citizen Ruth) jako Ruth Stoops
- 1996: Oblężenie Ruby Ridge (The Siege at Ruby Ridge) jako Vicki Weaver
- 1997: Bobby kontra wapniaki (King of the Hill) jako Katherine (głos)
- 1998: Dwie matki (The Baby Dance) jako Wanda LeFauve
- 1999: Pora cudów (A Season for Miracles) jako Berry Thompson
- 1999: Dosięgnąć kosmosu (October Sky) jako panna Riley
- 1999–2006: Prezydencki poker (The West Wing) jako Tabatha Fortis
- 2000: Dr T. i kobiety (Dr T and the Women) jako Peggy
- 2001: W tych ścianach (Within These Walls) jako siostra Pauline Quinn
- 2001: Jestem Sam (I Am Sam) jako Randy
- 2001: Park Jurajski III (Jurassic Park III) jako dr Ellie Sattler
- 2001: Zdrowie taty (Daddy and Them) jako Ruby
- 2001: Ostrość widzenia (Focus) jako Gertrude Hart
- 2001: Nowokaina (Novocaine) jako Jean Noble
- 2002: Polisa śmierci (Damaged Care) jako Linda Peeno
- 2004: Już tu nie mieszkamy (We Don't Live Here Anymore) jako Terry Linden
- 2005: The Prize Winner of Defiance Ohio jako Dortha Schaefer
- 2005: Szczęśliwe zakończenia (Happy Endings) jako Pam
- 2006: Inland Empire jako Nikki Grace / Susan Blue
- 2006: Samotne serca (Lonely Hearts) jako Rene
- 2007: Rok psa (Year of the Dog) jako Bret
- 2008: The Monday Before Thanksgiving jako Theresa
- 2008: Decydujący głos (Recount) jako Katherine Harris
- 2009: Piętno przeszłości (Tenderness) jako ciotka Teresa
- 2010: Poznaj naszą rodzinkę (Little Fockers) jako Prudence
- 2011: Iluminacja (Enlightened) jako Amy Jellicoe
- 2012: Mistrz (The Master) jako Helen Sullivan
- 2014: Dzika droga (Wild) jako Bobbi Lambrecht, matka Cheryl
- 2014: Gwiazd naszych wina (The Fault in Your Stars) jako matka Hazel (gł. bohaterki)
- 2016: McImperium (The Founder) jako Ethel Kroc, pierwsza żona Raya Kroca
- od 2017: Wielkie kłamstewka (Big Little Lies) jako Renata Klein
- 2017: Pomniejszenie (Downsizing) jako Laura Lonowski
- 2017: Gwiezdne wojny: Ostatni Jedi (Star Wars: The Last Jedi) jako wiceadmirał Amilyn Holdo
- 2018: Opowieść (The Tale) jako Jennifer
- 2018: Chrzest ogniem (Trial by Fire) jako Elizabeth
- 2018: Jeremiah Terminator LeRoy jako Laura
- 2019: Historia małżeńska (Marriage Story) jako Nora Fanshaw
- 2019: Małe kobietki jako Marmee March
- 2019: Przykładny obywatel (Cold Pursuit) jako Grace Coxman

## Nagrody
| Rok  | Nagroda                               | Kategoria                                                                     | Film                      |
| ---- | ------------------------------------- | ----------------------------------------------------------------------------- | ------------------------- |
| 1993 | Złoty Glob                            | Najlepsza aktorka w miniserialu lub filmie telewizyjnym                       | Przerwany lot F-16 (1992) |
| 1999 | Sundance Film Festival                | Nagroda Wizji Niezależnej                                                     | –                         |
| 2009 | Złoty Glob                            | Najlepsza aktorka drugoplanowa w serialu, miniserialu lub filmie telewizyjnym | Decydujący głos (2008)    |
| 2012 | Złoty Glob                            | Najlepsza aktorka w serialu komediowym lub musicalu                           | Iluminacja (2011)         |
| 2017 | Nagroda Primetime Emmy                | Wybitna główna aktorka w serialu lub filmie limitowanym lub w antologii       | Wielkie kłamstewka        |
| 2018 | Złoty Glob                            | Najlepsza aktorka drugoplanowa w serialu, miniserialu lub filmie telewizyjnym | Wielkie kłamstewka        |
| 2020 | Złoty Glob                            | Najlepsza aktorka drugoplanowa                                                | Historia małżeńska (2019) |
| 2020 | Oscar                                 | Najlepsza aktorka drugoplanowa                                                | Historia małżeńska (2019) |
| 2020 | Nagroda Brytyjskiej Akademii Filmowej | Najlepsza aktorka drugoplanowa                                                | Historia małżeńska (2019) |
| 2020 | Nagroda Gildii Aktorów Ekranowych     | Wybitny występ aktorki w roli drugoplanowej                                   | Historia małżeńska (2019) |